# 복자기
복자기(문화어: 복자기나무)는 무환자나무과에 속하며 한국의 대표적인 단풍나무이다. 나도박달나무라 부르기도 한다. 갈잎 큰키나무이다.

국명 '복자기'의 뜻은 '복을 자신에게 주는 나무'이다. 한자어명으로는 '귀목약목'(鬼目藥木), '우근자'(牛筋子), '색수'(色樹)가 있다.

## 생김새
키는 15~25m에 이른다.가지는 붉은빛이 돌며 겨울눈은 검은색이고 달걀 모양이다. 나무껍질은 회백색이거나 회갈색인데 조각처럼 갈라지며 떨어진다. 
잎은 마주나고 잎자루 하나에 작은 잎이 세 갈래의 결각으로 나누어지는 삼출엽이다. 작은 잎은 넓은 피침형이고 가장자리에 2~4개의 큰 톱니(거치)가 있으며 굵은 털이 있다. 가을에 드는 붉은색 단풍이 아름답다. 
대부분 암수딴그루로 꽃은 잎과 함께 피며 가지 끝의 산방꽃차례에 자잘한 풀색 꽃이 땅을 향해 핀다. 꽃가지에는 갈색 털이 있다. 열매는 단풍나무와 마찬가지로 시과이며, 겉에 거칠고 빽빽하게 털이 나 있다. 양 날개가 둔각으로 거의 나란히 벌어진다.

## 닮은 나무
비슷한 나무로 고산지대에 살며 열매에 털이 없고 삼출엽의 작은 잎 가장자리에 톱니가 예리한 복장나무(Acer mandshuricum Maximowicz), 변종으로 표면에 유두 모양의 털이 나는 젖털복자기나무(A. triflorum for. subcoriacea Komarov)가 있다.

## 사진

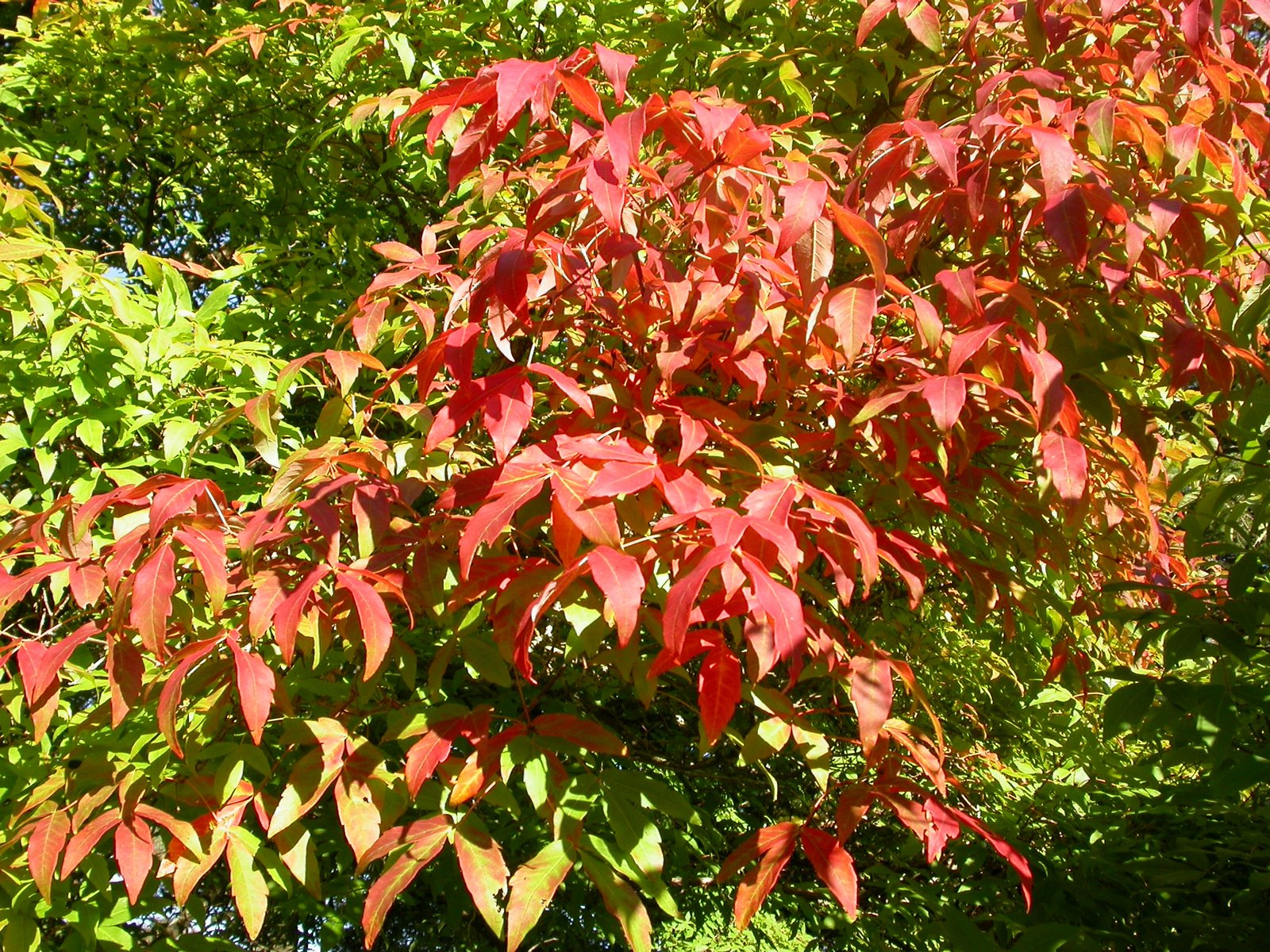
단풍
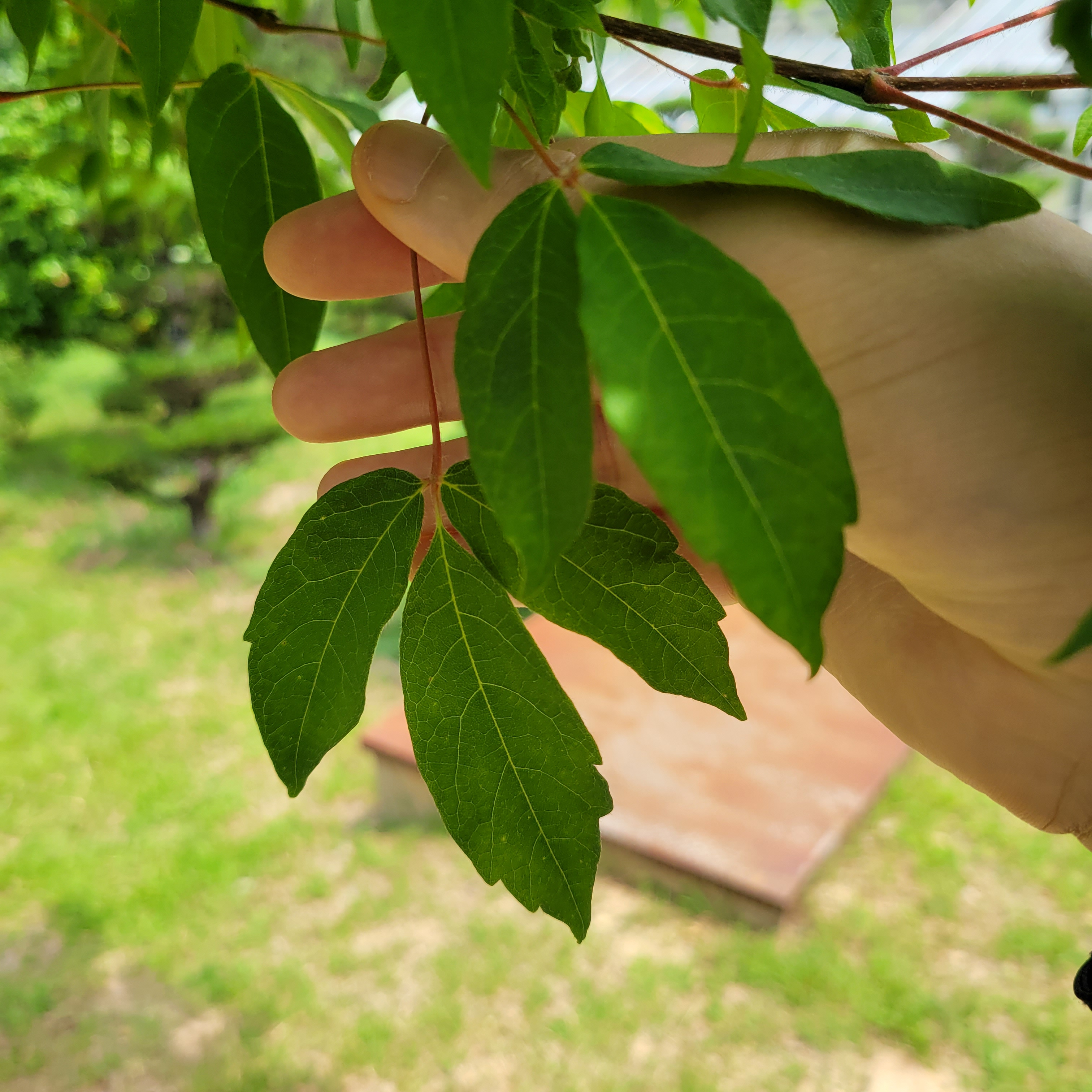
복자기 잎. 특유의 특성이 드러난다.

## 쓰임새
속명 'Acer'는 라틴어로 '단단하다'라는 뜻으로 천천히 자라는 만큼 목질도 치밀하고 견고하며 일명 '나도박달나무'로 불리며 대한민국에서는 예전에 수레의 차축을 만들 때 사용했으며, 그에 따라 한자명이 '우근자(牛筋子)'이었다. 나무껍질에서 타닌을 채취하여 염색에 이용, 목재는 가구재·무늬합판 등 고급 용재로 쓰였다.
단풍나무 중에서 가장 색이 곱고 진하며 세계적으로도 널리 알려져 있는 조경수이다. 요즈음엔 그 빛깔이 좋아 관상수로도 관심을 모으고 있다. 하지만 공해에 약하고 단풍빛은 매년 기온과 습도 등 여러 조건에 따라 곱기도 덜 곱기도 하다 보니 밤낮 없이 훤하고 후덥지근한 도시에 가로수로 심어 놓기 어렵다. 세로로 얇게 벗겨지는 복자기의 껍질은 자작나무 못지 않다. 가을 단풍이 몹시도 붉으며 복자기 나무의 단풍색은 주홍색이 진한데 자작나무가 백색미인이라면 복자기는 주홍미인인 셈이다.

## 참고 자료
- 《조경수목 핸드북》(광일문화사, 2000) ISBN 89-85243-25-X
- 《나무 쉽게 찾기》(진선출판사, 2004) ISBN 978-89-7221-414-4